# Марко Илиев (опълченец)
Марко Иванов Илиев е български революционер, участник в Сръбско-турската война (1876) и в Българското опълчение (1877 – 1878) от Македония.

## Биография
Роден е в Мехомия (днес Разлог), тогава в Османската империя.
Участва в Сръбско-турската война (1876) като доброволец в III рота на III Руско-български батальон. Служи от 26 август 1876 до 2 април 1877 година. След това постъпва в Българското опълчение, зачислен е на 29 април 1977 година в VI опълченска дружина, IV рота. На 12 юни, преди дружината да бъде оставена за кадър в Свищов, е преведен в I рота. Уволнен е на 26 юли 1878 година.
След Освобождението се установява да живее в село Горна баня (днес Сапарева баня), Дупнишко. Умира преди 1918 г.